# Быстрый (Орловская область)
Бы́стрый — исчезнувший посёлок в Новосильском районе Орловской области.

## География
Находился на равнинном правом берегу реки Зуша в 1 км от села Воротынцево, в 2 км от Воротынцевского древнего городища на Никитской горе в окружении многочисленных селищ.

## История
Посёлок образовался в послереволюционное советское время. Основными переселенцами были жители деревень Мужиково и Горенки.

## Ссылка
- Карта РККА. Орловская, Липецкая и Тульская области. http://www.etomesto.ru/map-rkka_n-37-v/?x=37.152573&y=52.996382